# James Schureman
James Schureman (New Brunswick, 1756. február 12. – New Brunswick, 1824. január 22.) az Amerikai Egyesült Államok szenátora (New Jersey, 1799–1801).